# Episodi di Brooklyn Nine-Nine (quinta stagione)
La quinta stagione della serie televisiva Brooklyn Nine-Nine è stata trasmessa in prima visione negli Stati Uniti d'America su Fox dal 26 settembre 2017 al 20 maggio 2018.
In Italia la stagione è stata interamente pubblicata su Netflix il 26 settembre 2019.
| n° | Titolo originale      | Titolo italiano                 | Prima TV USA      | Pubblicazione Italia |
| -- | --------------------- | ------------------------------- | ----------------- | -------------------- |
| 1  | The Big House: Part 1 | La grande casa: Parte 1         | 26 settembre 2017 | 26 settembre 2019    |
| 2  | The Big House: Part 2 | La grande casa: Parte 2         | 3 ottobre 2017    | 26 settembre 2019    |
| 3  | Kicks                 | Scarpe                          | 10 ottobre 2017   | 26 settembre 2019    |
| 4  | HalloVeen             | Halloween                       | 17 ottobre 2017   | 26 settembre 2019    |
| 5  | Bad Beat              | Un brutto colpo                 | 7 novembre 2017   | 26 settembre 2019    |
| 6  | The Venue             | Il posto                        | 14 novembre 2017  | 26 settembre 2019    |
| 7  | Two Turkeys           | Due tacchini                    | 21 novembre 2017  | 26 settembre 2019    |
| 8  | Return to Skyfire     | Ritorno a Skyfire               | 28 novembre 2017  | 26 settembre 2019    |
| 9  | 99                    | 99                              | 5 dicembre 2017   | 26 settembre 2019    |
| 10 | Game Night            | La serata dei giochi            | 12 dicembre 2017  | 26 settembre 2019    |
| 11 | The Favor             | Il favore                       | 12 dicembre 2017  | 26 settembre 2019    |
| 12 | Safe House            | La casa sicura                  | 18 marzo 2018     | 26 settembre 2019    |
| 13 | The Negotiation       | La negoziazione                 | 25 marzo 2018     | 26 settembre 2019    |
| 14 | The Box               | La scatola                      | 1º aprile 2018    | 26 settembre 2019    |
| 15 | The Puzzle Master     | L'esperto di cruciverba         | 8 aprile 2018     | 26 settembre 2019    |
| 16 | NutriBoom             | NutriBoom                       | 15 aprile 2018    | 26 settembre 2019    |
| 17 | DFW                   | La sorella di Dallas            | 15 aprile 2018    | 26 settembre 2019    |
| 18 | Gray Star Mutual      | Gray Star Mutual                | 22 aprile 2018    | 26 settembre 2019    |
| 19 | Bachelor/ette Party   | Addio al nubilato e al celibato | 29 aprile 2018    | 26 settembre 2019    |
| 20 | Show Me Going         | Rispondo                        | 6 maggio 2018     | 26 settembre 2019    |
| 21 | White Whale           | La balena bianca                | 13 maggio 2018    | 26 settembre 2019    |
| 22 | Jake & Amy            | Jake e Amy                      | 20 maggio 2018    | 26 settembre 2019    |